# Saint-Cyr-en-Pail
Saint-Cyr-en-Pail är en kommun i departementet Mayenne i regionen Pays de la Loire i nordvästra Frankrike. Kommunen ligger i kantonen Pré-en-Pail som tillhör arrondissementet Mayenne. År 2022 hade Saint-Cyr-en-Pail 502 invånare.

## Befolkningsutveckling
Antalet invånare i kommunen Saint-Cyr-en-Pail
| Referens: INSEE |